# Publikumsbeschimpfung
Publikumsbeschimpfung ist ein Schauspiel von Peter Handke. Es besteht aus einem Akt, wird nicht gespielt, sondern gesprochen („Sprechstück“), und wurde am 8. Juni 1966 in Frankfurt am Main im Theater am Turm unter der Regie von Claus Peymann uraufgeführt.

## Über das Stück
Handkes erstes Sprechstück ist Ausdruck seiner Ablehnung der in den 1960er Jahren vorherrschenden Theaterformen und ihrer Themen. In besonders krassem Gegensatz steht es zu Bertolt Brechts Epischem Theater mit seinen dokumentarisch-didaktischen Ansätzen. Handke ging es darum, Nachdenken über das Theater selbst zu fördern. Insbesondere das Geschehen zwischen Darsteller und Publikum bei einer Theatervorstellung steht im Zentrum seines Interesses. Dazu verzichtet der Autor auf im Theater übliche Elemente, bzw. kehrt sie um: Zum Beispiel betreten die Darsteller die Bühne von hinten.
Der Sprachrhythmus des Stücks, das zum Teil aus verkürzten Sätzen besteht, zeigt sich beeinflusst von der gerade aufgekommenen Beatmusik.
In einem Interview aus dem Jahr 2003 beschreibt Handkes ehemaliger Professor Günther Winkler (Universität Wien), Handke sei einmal zu ihm gekommen und habe gesagt: „Wissen Sie, was ich von Ihnen gelernt habe? – Die Publikumsbeschimpfung!“

## Inhalt
Die Publikumsbeschimpfung beginnt mit den Zeilen:
Sie werden kein Schauspiel sehen.
Ihre Schaulust wird nicht befriedigt werden.
Sie werden kein Spiel sehen.
Hier wird nicht gespielt werden.
Es treten vier namenlose Personen ohne besondere Kostümierung auf und sprechen das Publikum, das im Licht sitzt, direkt an: Wir sprechen nur. Damit ist bereits gesagt, dass das Stück keine Handlung im klassischen Sinn bereithält. Es geht vielmehr darum, sich mit dem Theater auseinanderzusetzen. Die Darsteller gehen im weiteren Verlauf des Stücks zunächst auf etwaige individuelle Befindlichkeiten beim Publikum ein und sprechen es direkt an, allerdings ohne es dabei zu beschimpfen. Mit der eigentlichen Publikumsbeschimpfung, die nur den letzten Teil des Stücks bildet, soll nach vorherigem Bekunden der Darsteller eine gewisse Unmittelbarkeit hergestellt werden: Das Publikum wird mit allerlei Unerfreulichem betitelt, das zu einem nicht kleinen Teil konkret auf die jüngere deutsche Geschichte zwischen 1933 und 1945 anspielt, z. B. ihr Kriegstreiber, ihr Untermenschen. Nach den Beschimpfungen wird dem Publikum von den Darstellern eine gute Nacht gewünscht und lauter Beifall geklatscht.

## Wirkgeschichte und Textverbleib
Der Düsseldorfer Rapper Koljah (Antilopen Gang) benannte sein erstes Album nach dem Theaterstück.
Das Typoskript der Publikumsbeschimpfung, samt Handkes Verbesserungen, ist im Literaturmuseum der Moderne in Marbach am Neckar in der Dauerausstellung zu sehen.

## Ausgaben
- Peter Handke: Publikumsbeschimpfung und andere Sprechstücke. (= Edition Suhrkamp. 177). Suhrkamp, Frankfurt am Main 1966. (Nachdruck 2004, ISBN 3-518-10177-3)